# Mines de cuivre de Chessy et de Sain-Bel

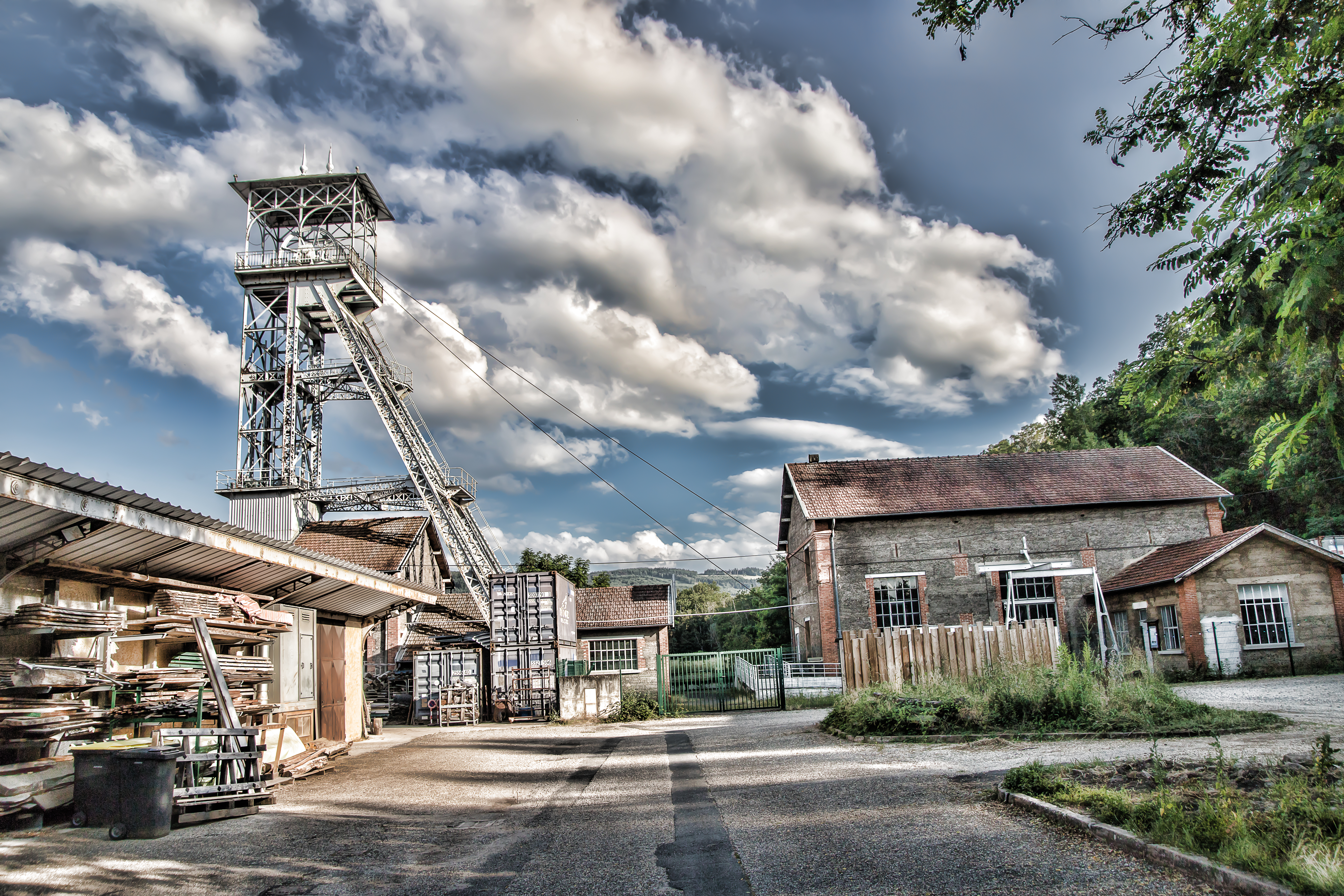
Mine de pyrite de Saint Bel, le puits Perret.

Les Mines de cuivre de Chessy et de Sain-Bel sont des gisements métallifères exploités pour le cuivre du Moyen Âge jusqu'en 1877 et pour la pyrite jusqu'au XXe siècle, situés dans le département du Rhône à Chessy, village adossé aux monts de Tarare, ainsi qu'à Sain-Bel, à une douzaine de kilomètres au sud, sur le versant ouest des monts du Lyonnais, à une vingtaine de kilomètres à l'ouest de Lyon.

## Histoire
Le site de Chessy-les-Mines, situé au sud-est du Beaujolais, sur la commune de Chessy, a joué un rôle important dans l'histoire de la production du cuivre en France. L'amas minéralisé de Chessy est à la base une minéralisation à barytine, galène, sphalérite et chalcopyrite encaissée dans des laves soda-dacitiques altérées issues du rift de la Brévenne, dans les montagnes du Beaujolais, recouverte au Trias par des sédiments argilo-gréseux dans lesquels se sont déposés des minéraux secondaires : du plomb, du zinc et surtout du cuivre. 
Le gisement de pyrite de Sain-Bel est exploité dès le Moyen Âge, principalement pour le cuivre et le plomb, rapidement abandonné. Parallèlement sont exploitées depuis le XVe siècle des mines de pyrite. L'exploitation démarre d'abord avec les frères Baronnat, Jean, Miles et Pierre, des marchands changeurs influents de Lyon, puis à partir de 1444 en collaboration avec Jacques Cœur, et enfin à partir de 1457 sous la direction de  Geoffroy et Ravant, les deux fils de Jacques Cœur, conseiller de Charles VII. 
On sait que la mine était exploitée au début du 18ème siècle par Antoine Lambert, concessionnaire des mines du Lyonnais, qui se fait remplacer par sa fille Jeanne, âgée de vingt-deux ans, dans la seule exploitation existant alors à Saint-Pierre-la-Palud. Il mourut en 1745, laissant tous ses biens à sa fille Jeanne, qui avait épousé le 10 janvier 1745 à Lyon Saint Paul, Jean Blanchet, marchand de fers à Lyon, épaulé par le financier Pernon de Fournel. Deux fonderies sont créées dont l'une en 1748 et une usine de transformation. Gabriel Jars, père de Gabriel Jars dit l'aîné et de l'ingénieur Gabriel Jars dit le cadet, et grand-père du futur maire de Lyon Antoine-Gabriel Jars (1774-1857), est directeur des mines, mais de nombreuses "discussions d'intérêt", sur le droit minier, opposent Blanchet d'une part, Gabriel Jars Père et Pernon de Fournel, d'autre part. La participation de ce dernier dans la Compagnie, dressée par un inventaire, est évaluée à 45 %, soit 527695 livres. Les hostilités ne cessent qu'en 1755. Cette année-là, un grand four de raffinage est construit à Chessy: il traite cinquante quintaux de cuivre noir de Chessy et de Sain-Bel au lieu de 2 à 3 dans l'ancien four. C'est à Sain-Bel que sont les bureaux des mines avoisinantes. À la même époque les mines de plomb argentifère et de charbon de Sainte-Foy-l'Argentière sont aussi remises en exploitation.
Entre 1776 et 1789, Gabriel Jars l'aîné met en œuvre une nouvelle méthode pour économiser le combustible et la production totale atteint 150 tonnes par an de minerai « dont la qualité a été reconnue égale à celle des meilleurs cuivres de Suède ». Profitant de cette nouvelle méthode, les effectifs des mines du Lyonnais progressent rapidement en treize ans : ils sont de 158 personnes en 1765, puis de 180 à 200 salariés de 1778 à 1783. Le contrôleur évalue le revenu en 1778 à 2.759 livres. Mais dans les années 1810, les difficultés d'extraction causent la fermeture des mines de Chevinay et du Pilon dans le secteur de Sain-Bel. À Chessy, la profondeur des travaux atteint 200 mètres en 1810 mais le minerai s'épuise : la production du cuivre est retombée à seulement 16 ou 18 tonnes an, presque dix fois moins que trois décennies plus tôt.
La réputation de ces mines s'est forgée à partir de 1811 lorsque les mineurs, menés par un nouvel arrivant, le maître-mineur saxon Christian Traugott Woellner, ont ouvert la "mine bleue" qui contenait des géodes d'azurite dans lesquelles un homme pouvait entrer. On distingue alors « la mine jaune »  puis des gîtes d’altération secondaire, « la mine noire », puis la « mine rouge »(insérée dans une couche d’argile rouge) et  « la mine bleue » (cristallisation sous forme d’azurite, alliée à la malachite verte, la cuprite, la smithsonite…).
La veine la plus importante exploitée avait à peu près 50 cm d'épaisseur, 30 mètres de largeur suivant son inclinaison et une longueur de 150 mètres prise horizontalement. En une vingtaine d'années, près de 4 000 tonnes de cuivre ont pu être produites.
L'exploitation est rachetée en 1839 par Claude Marius Perret, patron d'une fabrique de soude créée en 1819 aux Brotteaux, inventeur du brevet permettant la transformation de pyrite en acide sulfurique et ses deux fils Michel et Jean Baptiste Perret, associés à Jules Olivier. Le site, grâce à eux, va considérablement se développer, car ils deviennent  les premiers producteurs d'acide sulfurique en France. À Chessy, une nouvelle usine d'acide sulfurique est construite en 1848 puis à Saint-Fons en 1854 et tout autour de Lyon. La compagnie de Saint-Gobain a fusionné en 1872 avec la société Perret-Olivier, qu'elle met à contribution pour ses compositions verrières, notamment les glaces.
En dépit des guerres, des grèves et des incendies le rythme de la production s'est maintenu à plus de 100 000 tonnes par an. De 1825 à 1971, la mine a produit près de 20 millions de tonnes de pyrite de fer, ce qui en fait l'un des gisements les plus importants connus au monde. En 1903, l'extraction de pyrite atteint son maximum avec 320 000 tonnes, puis elle plafonne globalement à 150 000 tonnes jusqu'en 1950. À partir de 1965, le gisement s'épuise et la teneur en soufre diminue face à celui de récupération issue de Lacq (Pyrénées-Atlantiques), plus riche et plus facile à extraire. En 1972, il ferme. L'effectif était de 600 personnes dont 440 au fond en 1884. Il était encore de 400 en 1964 pour tomber à 130 en 1971 au moment de la fermeture.